# Ушата медуза
Ушатата медуза, наричана още обикновена медуза, лунна медуза или аурелия (Aurelia aurita), е широко разпространен вид медуза от семейство Ulmaridae.

## Разпространение и местообитание
Обитава главно крайбрежните топли води на Атлантическия (в това число Северно, Балтийско и Черно море), Индийския и Тихия океан. Обикновено се носи близо до повърхността, но при лоши метеорологични условия може да слезе по-дълбоко.

## Описание
Диаметърът на медузата варира от 5 до 40 cm. Тялото е с кръгла форма, прозрачно и може да се разпознае лесно по четирите полови жлези със синкаво-розов цвят и формата на подкова. По ръба на тялото с форма на чадър има множество ресни. В центъра се намира устното отверстие. Устните й рамене са прибрани към центъра на диска, разположен около устата, и почти не висят. Движението на медузата е ограничено, поради което тя като цяло се носи по течението. Медузата плува, като периодично свива и разпуска тялото си.  Следователно, тя предпочита води с постоянни течения. Най-добре се развива при температура на водата 9 – 19 °C, но може да живее в граници от 6 до 31 °C. Има висок толерантност към ниската соленост.
Храни се с ракообразни, протозои, ротифери и ларви на риби. Когато цъфти, може да окаже значително въздействие върху планктона. Това обикновено се случва през топлите месеци.
Ушатата медуза представлява храна за много морски животни, сред които риба луна, кожеста костенурка, Phacellophora camtschatica, Aequorea victoria и други.
Медузата е полупрозрачна или млечнобяла, пронизана с множество радиални канали, които започват от центъра на диска и се насочват към периферията, и лесно може да бъде различена по четирите си подковообразни гонади, които се виждат през камбанката ѝ. Опарването ѝ води да зачервяване на кожата при хората и не е опасно, освен ако опареният не е алергичен към токсините.

### Размножаване
Медузата се размножава по полов път. В тялото, в основата на устата са разположени половите жлези. Те имат подковообразна форма. Нямат полови канали и зрелите полови продукти се освобождават, като се разпукват стените на жлезите. Оплождането на яйцето става във водата. От оплоденото яйце се развива ларва - планула, покрита с реснички. С тях тя плува. Въпреки това тя е планктонен организъм, защото трудно се съпротивява на водните течения. 
Скоро след оформянето си ларвата се спуска към дъното и се прикрепва към подводен предмет. Появява се вдлъбване, което постепенно се увеличава. Така се образува двупластна ларва-полип с пипала около устата. Полипът се размножава чрез пъпкуване. След известно време спира да пъпкува и започва да се прещъпва напречно. В резултат се отделят дисковидни по форма тела, наречени ефири. Те се носят от водните течения, растат и постепенно се оформят в малки медузи.

## Галерия
- Ушата медуза в аквариума на Монтерей (Калифорния).
- Увредена ушата медуза.
- Рядък образец на ушата медуза с пет гонади.
- Ушата медуза, изхвърлена на брега.